# Machiavelliprijs
De Machiavelliprijs is een Nederlandse prijs, die jaarlijks door de stichting Machiavelli wordt toegekend voor een opmerkelijke prestatie op het gebied van publieke communicatie. De trofee van de Machiavelliprijs, een bronzen beeldje met de rechtopstaande Machiavelli, is in 1989 gemaakt door Shirley Gasper.

## Toekenning aan Bauke Vaatstra
In 2012 leidde de bekendmaking van Stichting Machiavelli dat de vader van de vermoorde Marianne Vaatstra de prijs zou krijgen voor ophef. Naar aanleiding van de toekenning van de prijs deed directeur Guido Klabbers van Vluchtelingenwerk Leeuwarden aangifte van bedreiging door Bauke Vaatstra. Vaatstra zou Klabbers in 1999 hebben bedreigd. Met de aangifte wilde Klabbers dat de stichting de prijsuitreiking zou heroverwegen om zo te voorkomen dat de Machiavelliprijs naar Vaatstra zou gaan. De prijs werd toch aan Vaatstra uitgereikt. De moord op Marianne Vaatstra maakte veel emoties los, waarbij aanvankelijk ook ten onrechte asielzoekers werden beschuldigd van de moord.

## Prijswinnaars
- 1989 – Ministerie van Welzijn, Volksgezondheid en Cultuur
- 1990 – Gemeente Apeldoorn
- 1991 – Veen/Vegin/Vestin (brancheorganisaties van elektriciteits-, gas- en stadsverwarmingsbedrijven)
- 1992 – Ed van Thijn
- 1993 – Hoofdcommissarissen van politie van de vier grootste gemeenten
- 1994 – Loesje
- 1995 – Ministerie van Verkeer en Waterstaat en gemeente Delft
- 1996 – De Nederlandsche Bank
- 1997 – Gemeente Amersfoort
- 1998 – Hans van Mierlo
- 1999 – De Illegale pers in Nederland[2]
- 2000 – Jeltje van Nieuwenhoven
- 2001 – De Belastingdienst
- 2002 – Ivo Opstelten
- 2003 – StemWijzer
- 2004 – Gerd Leers
- 2005 – Pieter van Vollenhoven
- 2006 – Jan Blokker
- 2007 – Neelie Kroes
- 2008 – Jan Marijnissen
- 2009 – Jeroen Smit
- 2010 – Bert van Marwijk
- 2011 – Prinses Máxima
- 2012 – Bauke Vaatstra, de vader van Marianne Vaatstra
- 2013 – Eberhard van der Laan
- 2014 – RTL Nederland
- 2015 – Onderzoeksraad voor Veiligheid
- 2016 – Hugo Borst en Carin Gaemers
- 2017 – SheDecides[3]
- 2018 – De bedreigde burgemeester[4]
- 2019 – Bellingcat
- 2020 – Marion Koopmans en Diederik Gommers
- 2021 – Gerrit Hiemstra[5]
- 2022 – Johan Remkes[6]
- 2023 – Jaap Velema[7]
- 2024 – Saskia Belleman[8]